# KFC Belgica Edegem
KFC Belgica Edegem is een voormalige Belgische voetbalclub uit Edegem in de provincie Antwerpen. De club werd in 1908 opgericht als Sporting FC Belgica en was bij de KBVB aangesloten met stamnummer 375. De club beleefde haar grootste successen in de jaren 1930 tot 1940 waar ze uitkwam in tweede klasse en zelfs 2 jaar in eerste klasse. De club fusioneerde in 1967 met KVV Edegem sport tot KVV Belgica Edegem sport.

## Geschiedenis
De club werd opgericht in 1908 als Sporting FC Belgica en werd in 1910 lid van de UBSSA en kreeg stamnummer 375 toebedeeld. In 1914 legde de voetbalafdeling de activiteiten stil, maar kwam in 1924 terug als Belgica FC Edegem. 
In 1930 bereikte Belgica voor het eerst de tweede nationale klasse, toen nog de eerste afdeling genoemd. 
Na drie seizoen won Belgica zijn reeks en promoveerde naar Eerste Klasse, toen de ere-afdeling genoemd. 
Het eerste seizoen, 1933/34, kon Belgica zich handhaven door een 12e plaats op 14. Het volgende seizoen werd de ploeg echter 14e en laatste en degradeerde terug naar Tweede. 
Dit zouden de enige twee seizoen blijven die de club in de hoogste afdeling had doorgebracht. 
In 1936 werd de naam verandert naar KFC Belgica Edegem. 
Tot in de jaren 40 zou de club in Tweede blijven, daarna degradeerde Belgica verder doorheen de verschillende reeksniveaus.
De naam Belgica had niks te maken met België, noch met de streek ten noorden van de Seine die in de Romeinse tijd bekendstond als Belgica. Bij de oprichting werd de club genoemd naar de Belgica, het schip waarmee Adrien de Gerlache naar de Zuidpool voer en daar in 1898-1899 voor het eerst overwinterde.  
De clubkleuren waren rood en groen: verticaal rood-groen gestreepte trui, witte broek en horizontaal rood-groen gestreepte kousen, later rode kousen.

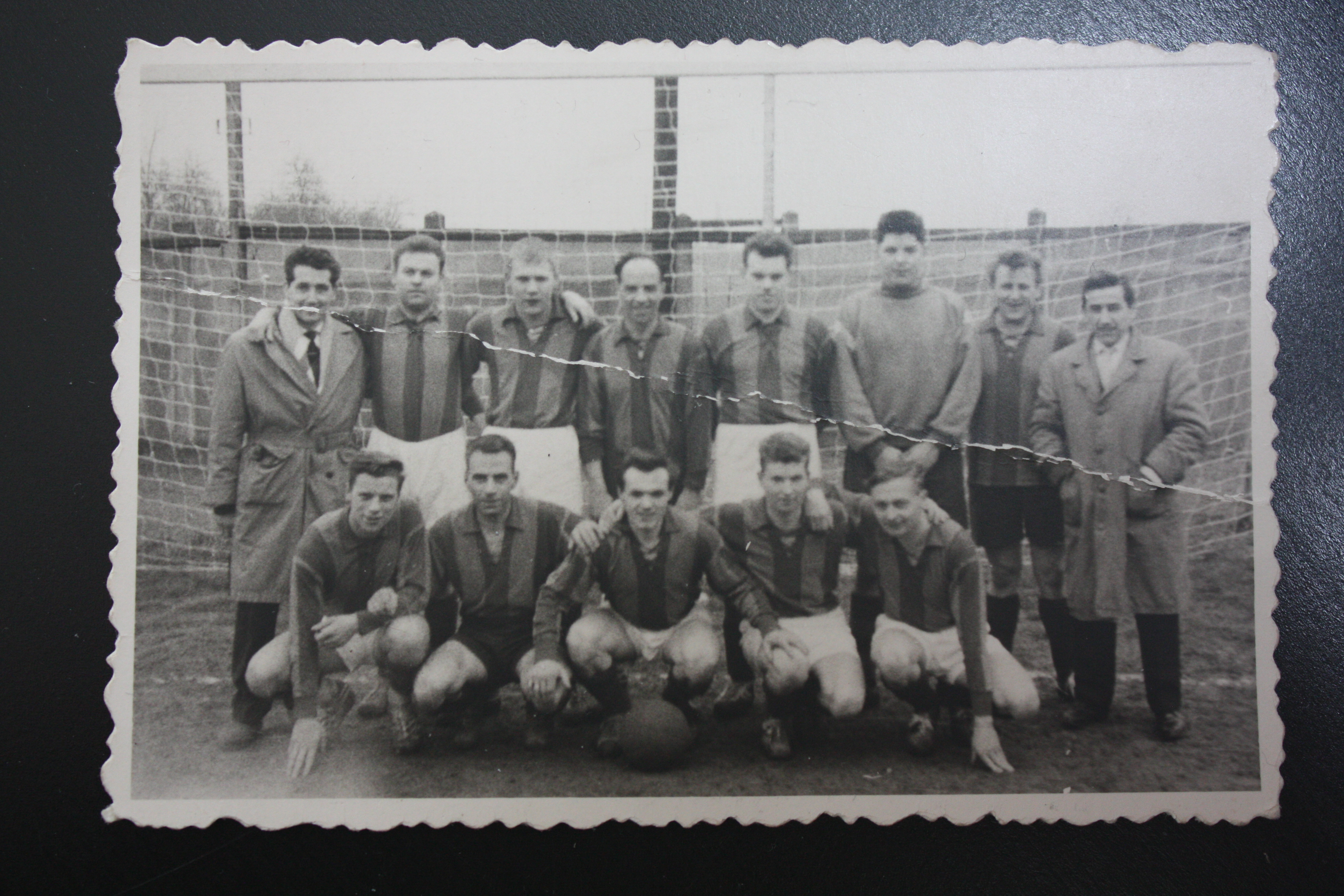
KFC Belgica Edegem 1958

Op 17 april 1966 fusioneerde de club met KVV Edegem Sport. Op het ogenblik van de fusie waren beide clubs in Derde Provinciale weggezakt. 
De nieuwe club ging onder het stamnummer 375 van Belgica verder, onder de naam KVV Belgica Edegem Sport.
De kleuren werden officieel veranderd naar zilver en zwart, zoals het wapenschild van de gemeente Edegem; in de praktijk wit en zwart.
In 1974 splitste de oudgedienden van KFC Belgica Edegem zich terug af van de fusieclub om op 17 april 1974 een nieuwe club te stichten onder de naam "FC Belgica" met terug de groen rode clubkleuren van voorheen.

## Resultaten
| Seizoen   | Klasse | Klasse | Klasse | Klasse | Reeks               | Punten | Opmerkingen                                                                            |
|           | I      | II     | III    | P.II   |                     |        |                                                                                        |
| --------- | ------ | ------ | ------ | ------ | ------------------- | ------ | -------------------------------------------------------------------------------------- |
| 1926/27   |        |        |        | 4      | Tweede prov. Antw.  | 33     |                                                                                        |
| 1927/28   |        |        |        | 2      | Tweede prov. Antw.  | 41     |                                                                                        |
| 1928/29   |        |        |        | 1      | Tweede prov. Antw.  | 49     |                                                                                        |
| 1929/30   |        |        | 1      |        | Bevordering B       | 41     | Gedeeld eerste geëindigd met SK Hoboken. Winst (7-6) in barragewedstrijd voor de titel |
| 1930/31   |        | 7      |        |        | Eerste Afdeling     | 27     |                                                                                        |
| 1931/32   |        | 5      |        |        | Eerste Afdeling A   | 28     |                                                                                        |
| 1932/33   |        | 1      |        |        | Eerste Afdeling A   | 36     |                                                                                        |
| 1933/34   | 12     |        |        |        | Ere Afdeling        | 20     |                                                                                        |
| 1934/35   | 14     |        |        |        | Ere Afdeling        | 8      |                                                                                        |
| 1935/36   |        | 5      |        |        | Eerste Afdeling B   | 31     |                                                                                        |
| 1936/37   |        | 7      |        |        | Eerste Afdeling A   | 26     |                                                                                        |
| 1937/38   |        | 7      |        |        | Eerste Afdeling B   | 25     |                                                                                        |
| 1938/39   |        | 8      |        |        | Eerste Afdeling B   | 21     |                                                                                        |
| 1939/40   |        |        |        |        |                     |        | Geen competitie door Wereldoorlog II                                                   |
| 1940/41   |        |        |        |        |                     |        | Geen competitie door Wereldoorlog II                                                   |
| 1941/42   |        | 12     |        |        | Eerste Afdeling B   | 16     |                                                                                        |
| 1942/43   |        | 15     |        |        | Eerste Afdeling B   | 6      |                                                                                        |
| 1943/44   |        |        | 8      |        | Bevordering B       | 29     |                                                                                        |
| 1944/45   |        |        |        |        |                     |        | Geen competitie door Wereldoorlog II                                                   |
| 1945/46   |        | 17     |        |        | Eerste Afdeling B   | 12     |                                                                                        |
| 1946/47   |        |        | 14     |        | Bevordering A       | 32     |                                                                                        |
| 1947-1966 |        |        |        |        | Prov. reeksen Antw. |        |                                                                                        |

## Bekende spelers
De speler met het grootste succes is Augustinus Hellemans, dewelke na twee selecties voor de nationale B ploeg, in 1932 twee selecties wist te versieren voor de Belgische A ploeg. In beide wedstrijden kwam hij tot scoren. 